# Anette Rückes
Anette Rückes, verheiratete Vater-Hülsdünker (* 19. Dezember 1951 in Marienberg (Westerwald)), ist eine ehemalige deutsche Leichtathletin und Olympiateilnehmerin. Ihr Heimatverein ist der TuS Bad Marienberg.
Später startete sie für Rot-Weiß Koblenz.
Bei den XX. Olympischen Spielen 1972 in München gewann sie die Mannschafts-Bronzemedaille in der 4-mal-400-Meter-Staffel zusammen mit ihren Teamkolleginnen Inge Bödding, Hildegard Falck und Rita Wilden.
Für den Gewinn der Bronzemedaille bei der Olympiade in München wurden sie und die Mitglieder der 4-mal-400 Meter-Staffel am 11. September 1972 mit dem Silbernen Lorbeerblatt ausgezeichnet.
Sie hatte bei einer Größe von 1,78 m ein Wettkampfgewicht von 64 kg.